# Adam Elsheimer

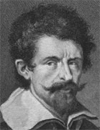
Adam Elsheimer

Adam Elsheimer, född 1578 i Frankfurt am Main, död 1610 i Rom, var en tysk målare.
Elsheimer utbildades först under Philipp Uffenbach i sin hemstad Frankfurt am Main, tog sedan intryck av de holländska landskapsmålarna, men utbildade sin egentliga stil i Italien, framför allt i Rom, där han vistades under sina sista tio år. Elsheimer målade mestadels landskap med bibliska, mytologiska eller genremässiga scener i litet format. Staffagefigurerna är ofta väl inkomponerade i landskapet. Bland hans äldre målningar märks Johannes predikar (finns idag i München). Under sinare tid upptog Elsheimer det italienska stillandskapet med ruiner och liknade. Under inflytande av den italinska "tenebrosoriktningen" med konstnärer som Caravaggio studerade Elsheimer ljusdunklet och nådde i dess användning en djup och stämningsfull verkan. Bilder av det slaget blev hans främsta verk från den nde senare åren, såsom Den barmhärtige samariten (i Leipzig), Herden som blåser skalmeja (Uffizierna), motiv från Tivoli (i Prag) med flera. Elsheimer var även en skicklig tecknare och etsare, och i sina grafiska blad tillåts hand landskapsmotiv bli mer framträdande. I Rom, där hans konst aldrig fick något verkligt genombrott kom han dock att påverka andra konstnärer, bland annat Pieter Lastman, Peter Paul Rubens och senare Claude Lorrain. Genom Lastman kom han även att få ett stort inflytande över Rembrandts måleri. Elsheimer är representerad vid bland annat Göteborgs konstmuseum och Nationalmuseum i Stockholm.

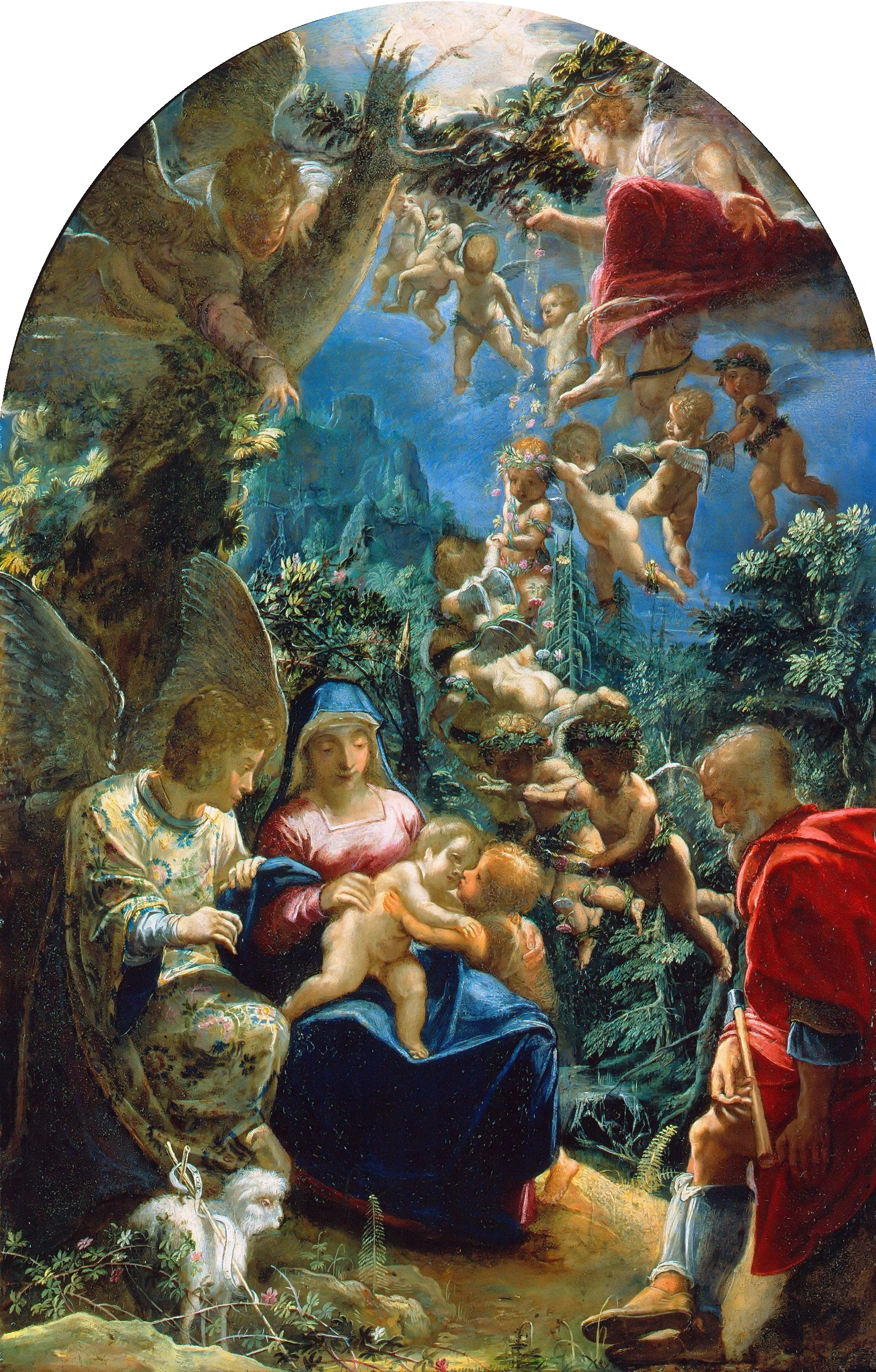
Die Heilige Familie mit dem Johannesknaben
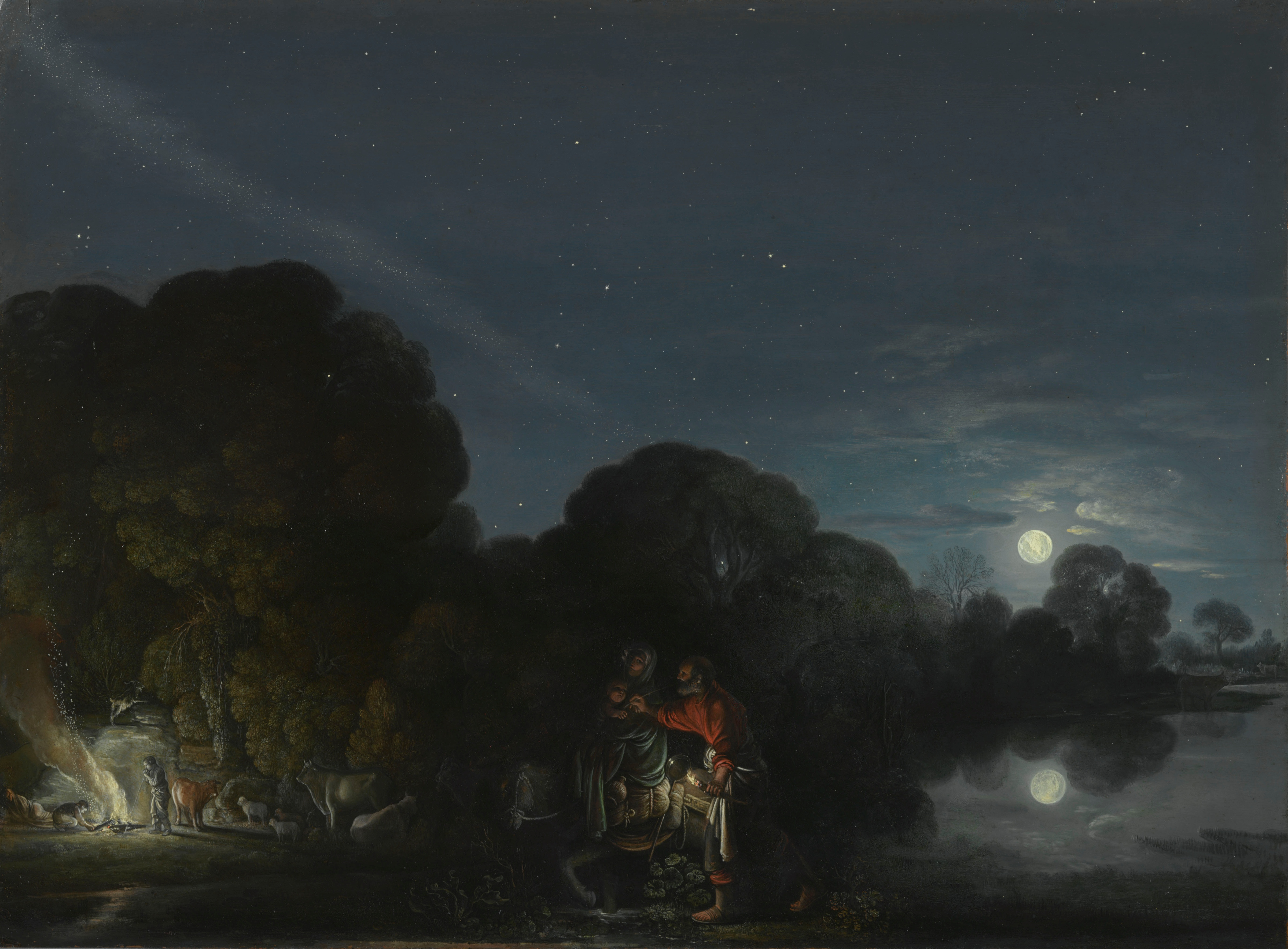
Flucht nach Aegypten
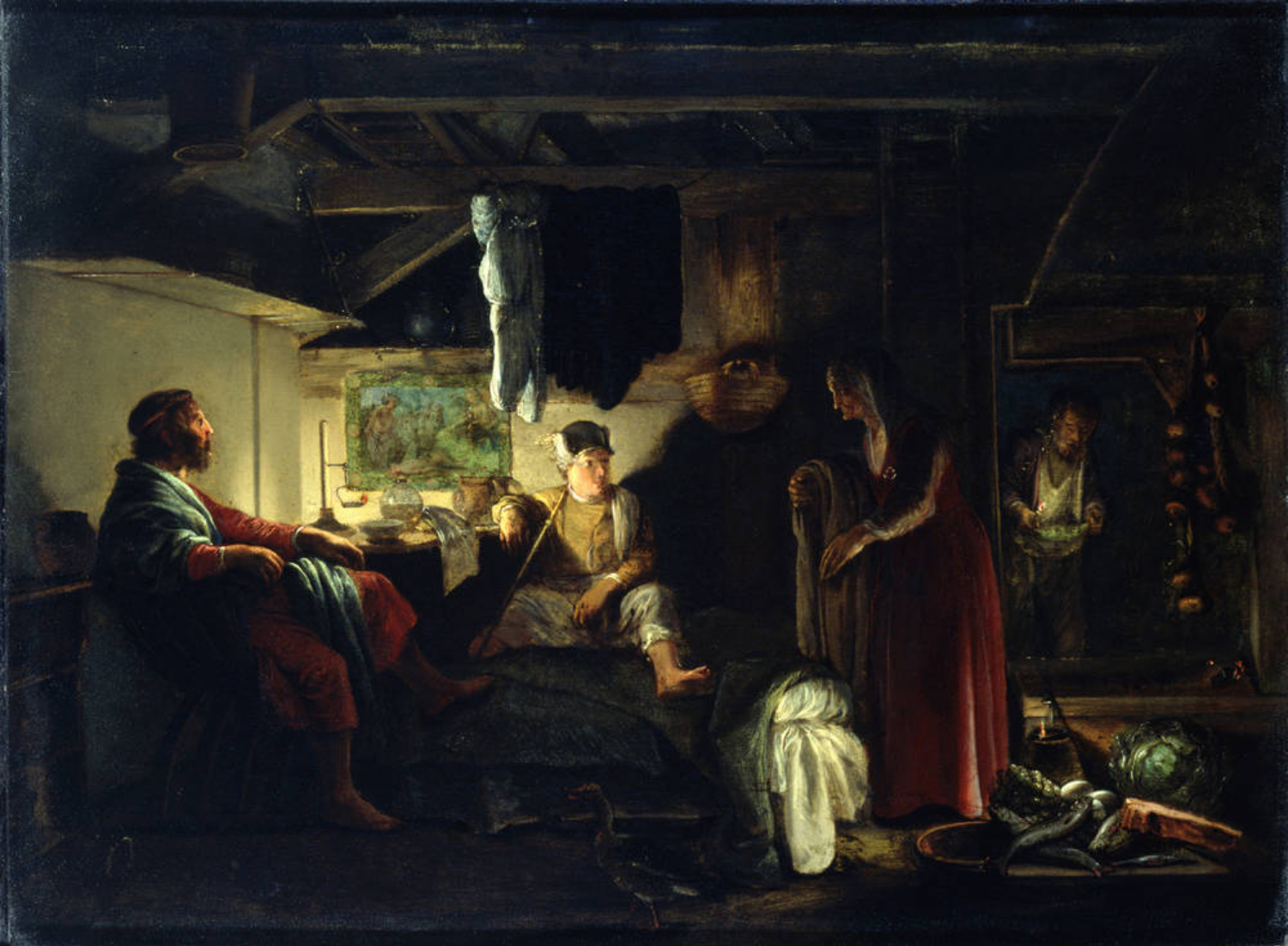
Philemon und Baucis
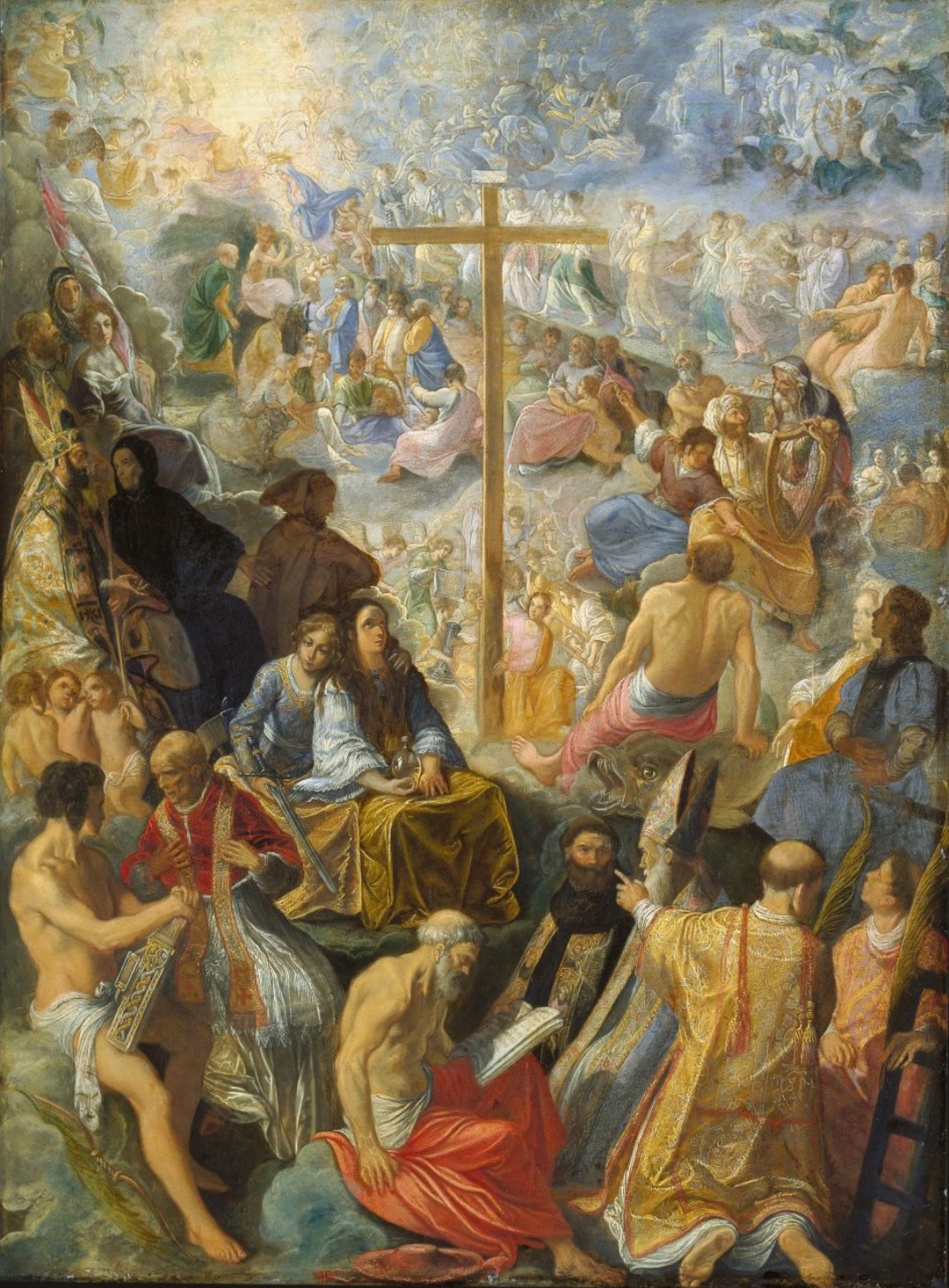
Verherrlichung des Kreuzes